# BitLicense
Um BitLicense é o termo comum utilizado para um tipo de licença de negócio referente às atividades com moedas virtuais, emitido pelo Departamento de Serviços Financeiros do Estado de Nova Iorque (New York State Department of Financial Services  - NYSDFS), sob regulamentos concebidos para empresas. Os regulamentos estão limitados a atividades que envolvam Nova Iorque ou residentes de Nova Iorque. Aqueles que residem, estão localizados, possuem negócios, ou estão conduzindo negócios no Estado de Nova Iorque contam como nova-iorquinos sob estes regulamentos.
Esses regulamentos definem atividades comerciais com moeda virtual como quaisquer dos seguintes tipos de atividades:
- receber moeda virtual para transmissão ou o ato de transmitir moeda virtual per se, exceto onde a transação for realizada para fins não-financeiros e não envolva a transferência de mais de um valor nominal da moeda virtual;
- armazenar, ter participação, ou manter custódia ou controle de moedas virtuais em nome de terceiros;
- comprar e vender moeda virtual como um cliente empresarial;
- executar os Serviços de Câmbio (Exchange Services) como um cliente empresarial, ou;
- controlar, administrar, ou emitir uma moeda virtual.

Porém, as duas seguintes atividades estão excluídas da definição de atividade comercial de moedas virtuais:
- desenvolver e disseminar software com ou sobre moeda virtual;
- comerciantes e consumidores que utilizam moeda virtual exclusivamente para os fins de compra ou venda de bens ou serviços ou para fins de investimento.[5]

A lei entrou em vigor em 8 de agosto de 2015. Pelo menos dez empresas de bitcoin anunciaram que iriam parar todos os negócios no Estado de Nova Iorque devido aos novos regulamentos. O New York Business Journal chamou isso de "o Grande Êxodo do Bitcoin".
Em setembro de 2015, a empresa baseada em Boston Circle teve concedida o primeiro BitLicense, apesar de que em dezembro de 2016 a empresa articulou um afastamento de seus negócios com o câmbio de bitcoin (bitcoin exchange), para se concentrar mais em serviços de pagamentos.
Em outubro de 2015, o artigo 78 foi evocado, preenchido e ajuizado no Supremo Tribunal do Estado de Nova Iorque, desafiando a autoridade do  Departamento de Serviços Financeiros do Estado de Nova Iorque para definir a moeda virtual.
Em julho de 2016, a empresa baseada em São Francisco Ripple teve concedida o segundo BitLicense.
Em janeiro de 2017, a empresa baseada em São Francisco Coinbase, uma das mais fortemente financiadas startups na indústria do Bitcoin, teve concedida o terceiro BitLicense. Embora em janeiro de 2017, apenas três BitLicenses haviam sido emitidos, várias empresas também tentaram requerer, no entanto todas foram negadas.